# The Voyage of St. Brendan (poemat Denisa Florence’a McCarthy’ego)
The Voyage of St. Brendan – poemat epicki irlandzkiego poety Denisa Florence’a McCarthy’ego, opublikowany w zbiorze  Ballads, Poems and Lyrics wydanym w 1850. Utwór jest legendą hagiograficzną. Został napisany przy użyciu strofy ośmiowersowej rymowanej ababcdcd. 
O Ita, mother of my heart and mind--
My nourisher, my fosterer, my friend,
Who taught me first to God's great will resigned,
Before his shining altar-steps to bend;
Who poured his word upon my soul like balm,
And on mine eyes what pious fancy paints--
And on mine ear the sweetly swelling psalm,
And all the sacred knowledge of the saints;
Poemat składa się z sześciu części, zatytułowanych kolejno The Vocation, Ara of the Saints, The Voyage, The Buried City, The Paradise of Birds i The Promised Land.